# وایکه-ماریا
وایکه-ماریا (به لاتین: Väike-Maarja) یک منطقهٔ مسکونی در استونی است که در دهستان وایکه-ماریا واقع شده‌است. وایکه-ماریا ۲٬۰۰۵ نفر جمعیت دارد. کلیسای وایکه-ماریا در این روستا قرار دارد.